# 이억원 (공무원)
이억원(李億遠, 1967년 ~ )은 대한민국의 제11대 금융위원회 위원장 후보자이다.

## 학력
- 경신고등학교 졸업
- 서울대학교 사회과학대학 경제학 학사
- 미주리 대학교 대학원 경제학 박사

## 경력
- 1991.11: 제35회 행정고시 합격
- 2004.12: 재정경제부 국제금융국 국제금융과 서기관
- 2009.2: 기획재정부 경제정책국 미래전략과장
- 2009.8: 기획재정부 경제정책국 물가정책과장
- 2011.11: 기획재정부 미래경제전략국 인력정책과장
- 2012.9: 기획재정부 경제정책국 종합정책과장
- 2013.7: 주제네바 대한민국 대표부 공사참사관
- 2015.3: 세계무역기구 국내규제작업반 의장
- 2017.9: 기획재정부 경제구조개혁국장
- 2018.12: 기획재정부 경제정책국장
- 2020.5~2021.3: 대통령비서실 경제정책비서관
- 2021.3~2022.5: 제12대 기획재정부 제1차관
- 2022.8~2024.7: 한국자본시장연구원 초빙연구위원
- 2023.3~2025.8: LF 사외이사
- 2023.3~2025.8: 이브로드캐스팅 사외이사
- 2024.3~2025.8: CJ대한통운 사외이사
  - CJ대한통운 보상위원회 위원
  - CJ대한통운 내부거래위원회 위원
  - CJ대한통운 ESG위원회 위원
  - CJ대한통운 사외이사후보추천위원회 위원
- 2024.8~: 한국금융연구원 초빙연구위원
- 서울대학교 경제학과 특임교수
- 2025.8: 금융위원회 위원장 후보자 (이재명 정부)